# Chaetodon larvatus
Chaetodon larvatus е вид бодлоперка от семейство Chaetodontidae. Видът не е застрашен от изчезване.

## Разпространение и местообитание
Разпространен е в Джибути, Египет, Еритрея, Йемен, Израел, Йордания, Оман, Саудитска Арабия и Судан.
Обитава крайбрежията на океани, морета, заливи и рифове. Среща се на дълбочина от 3 до 12 m.

## Описание
На дължина достигат до 12 cm.
Популацията на вида е стабилна.